# Harry Babcock (giocatore di football americano)
Harry Lewis Babcock (West Nyack, 12 agosto 1930 – 6 dicembre 1996) è stato un giocatore di football americano statunitense che ha giocato nel ruolo di wide receiver nella National Football League (NFL). Fu la prima scelta assoluta del Draft NFL 1953 da parte dei San Francisco 49ers. Al college giocò a football all'Università della Georgia.

## Carriera professionistica
Babcock fu scelto dai San Francisco come primo assoluto nel Draft NFL 1953. Giocò nella NFL solo per tre stagioni, ricevendo 16 passaggi per 181, senza segnare alcun touchdown in trenta partite.

## Vittorie e premi
Nessuno

## Statistiche
| Partite totali | 30  |
| Yard ricevute  | 181 |
| Touchdown      | 0   |